# Ferdinand den helige
Ferdinand den helige eller Den ståndaktige prinsen, född 29 september 1402, död 5 juni 1443, var en portugisisk infant och katolskt helgon.

## Biografi
Ferdinand var son till Johan I av Portugal. Han överlämnades vid sin bror Edvards misslyckade anfall på Tanger till morerna som gisslan och kvarhölls som slav till sin död. Han kanoniserades 1470.
Pedro Calderón de la Barca har förhärligat honom i Principe constance.